# Самуилова крепост (Охрид)
Вижте пояснителната страница за други значения на Самуилова крепост.
Охридското кале или Горни Сарай (на македонска литературна норма: Охридско Кале, Горни Сарај), наречена по-късно Самуилова крепост или Самуиловата твърдина (Самуилова тврдина) е част от средновековна крепост, обграждала столицата на Първото българско царство Охрид, днес Северна Македония, по-късно наречена в чест на цар Самуил. Самуиловата крепост е една от основните забележителности на Охрид. На 8 април 1998 година Охридското кале е обявено за паметник на културата.

## История

### Античност
Най-старото селище се е намирало в старата част на Вароша, построено върху два хълма, по-високият от които се издига над езерото с 80 m. От запад и юг те са естествено защитени от езерото, а от север и изток от стръмни склонове.
Най-ранните археологически находки от разкопките датират от елинистичната епоха. Селището се развива на по-високия западен хълм, а некрополът е на източния. Разкрити са богати гробни находки от III и II век. Лихнид, вероятно е гръцко селище на територията на племето дасарети (десарети). От римския Лихнид са открити движими находки от гробове и чрез каменни паметници с надписи и релефи. В района между двата хълма са разкопани част от римския театър с мраморни седалки и част от по-голяма къща с мозаечен под.
В края на V и VI век в Лихнид са построени множество раннохристиянски базилики - идентифицирани са 8 такива църкви. Най-големият от тях - Плаошнишката трикорабна базилика е напълно разкопан, с поликонхална основа и богати мозаечни подове, с баптистерий и помощни помещения. Градът е голям, 8-10 ha, а акрополът на върха на хълма Горен Сарай около 1 ha. През 479 година вестготският крал Теодорих Велики не успява да превземе Лихнид поради силната крепостна стена.

### Средновековие
При славянските нашествия в края на VI век пострадва и Лихнид. Византийската власт обаче скоро е възстановена, както свидетелстват гробовете с находки от VII и VIII век, разкопани около базиликата „Свети Еразъм“, северно от Охрид.
Около средата на IX век българският княз Борис I превзема Охрид от византийците. Силната църковна традиция обуславя развитието на центъра на новата славянска църква тук. През 886 година книжовниците Климент и Наум пристигат в Охрид и развиват широка църковно-просветна дейност. На западния хребет Плаошник, който не е бил населен, Климент построява своя манастир „Свети Пантелеймон“ и по-късно е погребан там. От края на IX - X век датират и най-старите славянски находки, изкопани в гробовете в руините на раннохристиянската базилика на Плаошник и в местността Лабино.
В Ранното средновековие селището под крепостта не е укрепено - емпорион. След завладяването на Източна България от византийския император Йоан Цимисхий съпротивата на българските боляри срещу византийското нашествие се пренася в западните краища на страната. Не след дълго комитопулите застават начело на българската съпротива, и едва след смъртта на последния законен цар на България Роман през 997 година Самуил се обявява за български цар. След неколкократно местене на столицата от Видин, Средец и Скопие най-накрая цар Самуил избира Охрид за престолен град на българската държава и започва да обновява крепостните стени на града, с оглед на стратегическото му значение за държавата. Днешнатата форма на крепостта датира от времето на Самуил, въпреки че според историческите извори през вековете тя е разрушавана и повторно възстановявана от византийци и османлии.
След смъртта на Самуил през 1015 година император Василий II влиза в Охрид без бой, като гражданите го посрещат „с радостни възгласи и пеене на благочестиви песни“. Императорът назначава в града (емпорион) архонт - архонтите управляват по-малките градове. Когато след убийството на цар Гаврил Радомир на престола се възкачва Йоан Владислав, той укрепяма крепостта (фрурион) над града и поставил в нея държавната хазна (1016 - 1017). Тогава Охрид става столица заедно с Преспа („митрополия на цяла България“ според Георги Кедрин, II, 185). След убийството на Йоан Владислав в самото начало на 1018 година, Василий II отново влиза в Охрид, изпразва хазната, с нея се разплаща с войската и разрушава крепостта. Варошът се управлява от византийски архонт, а Охрид остава църковен център, архиепископия.
В 1072 година по избухването на Въстанието на Георги Войтех Константин Бодин изпраща войводата си Петрила на юг. Наред с други градове той освобождава и Охрид, „който още от времето на Василий беше в развалини“. През зимата на 1082/1083 година охридчани канят норманите в Охрид. Боемунд изпраща Пунтесий и Охрид му се предава, но не и крепостта над града, която е отбранявана от византийския гарнизон. Пунтесий нямал време да обсажда крепостта, защото се бързал напред. Очевидно император Алексий I Комнин веднага след идването си на престола е укрепил крепостите по западната граница на империята, застрашена от норманите, сред които е и Охридската.
От средновековния Охрид са запазени градските стени и крепостта Горен Сарай (Уч Кале), както и 10 църкви. Най-голямата църква е катедралата „Света София“ от средата на XI век, след това „Света Богородица Перивлепта“ от 1295 година, а от XIV век са „Мал Свети Климент“, „Свети Никола Болнички“, „Свети Йоан Богослов Канео“, „Света Богородица Болничка“, „Света Богородица Челница“, „Мали Свети Врачи“, „Свети Димитър“ и „Свети Никола Арбанашки“. От османско време е „Св. св. Константин и Елена“.
Византийска крепост функционира до XIV век, когато на нейно място е построена напълно нова. Основите на по-старата крепост от XI век могат да се видят днес извън стените на Горни Сарай. Тези основи са останки от късноантичния акропол, обновен в 1016/1017 и 1081/1082 година.
Запазените кули и крепостни стени на Горни Сарай днес са късносредновековни. Главната порта на крепостта, фланкирана от две подковообразни кули, една полукръгла и няколко правоъгълни кули с отворена задна страна, както и голямата ширина на стената са елементи, създадени поради появата на артилерията, която заедно с тези строителни детайли в края на XIV век от Италия и Приморието проникнали на Балканите и в Охрид. Горни Сарай е дело на местния велможа Андрей Гропа, великт жупан и „господин на Охрид“, според надписа на сребърните му монети. Потвърдено е и от два надписа в охридски църкви, през 1378 и 1379 година. Гропа управлява Охридската област от 1371 до 1385 година.
Стените на града със сигурност са построени в края на XIV век, за което говорят редица детайли и строителни особености. Потвърждава го и строежът на църквата „Света Богородица Челница“ от XIV век, което е предвидена да се впише в една от двете кули, фланкирали главната (челната) порта на източната стена. След османското превземане на Охрид тази порта е зазидана, а църквата е изоставена, тъй като е конструктивно свързана със стената. Турците изоставят стените и поставят гарнизон в крепостта. През 1530 година тя има 41 души гарнизон, а през 1560 година само 7 души. Християнските жителите на Охрид са били задължени през XV и XVI век да поправят крепостта . В края на XVII век Евлия Челеби отбелязва в своя „Пътепис“, че в Охрид има един месджит, диздарова къща и хамбар за жито. Останалото пространство е заето от градини. Крепостта вече не се обновява.
Старият Охрид е най-добре запазената средновековна градска агломерация в Северна Македония.